# 山路泰生
山路 泰生（やまじ やすお、1985年2月20日 - ）は、元ラグビー日本代表選手。

## 略歴
ラグビーは高校から始めた。
2003年、長崎南山高校卒業後、神奈川大学に入学する。
2006年、神奈川大学ラグビー部の主将に就任した。
2007年、神奈川大学卒業後、キヤノン（現・キヤノンイーグルス）に加入。
2016年11月12日に行われたリポビタンDツアージョージア戦にて途中出場で日本代表初キャップを獲得し、同年12月にはスーパーラグビーサンウルブズの2017年スコッドに入った。
2020年、キヤノンイーグルスを退団した。
2025年1月、横浜キヤノンイーグルスの採用担当に就任した。